# 1810
Cette page concerne l'année 1810 (MDCCCX en chiffres romains) du calendrier grégorien.
L'année 1810 est une année commune qui commence un lundi.

## Événements
- 19 février - 26 août : les Britanniques occupent les Moluques (Ambon le 19 février, Makassar en juin, Ternate le 26 août)[1]. Gilbert Elliot entre en relation avec les princes indigènes, joue au libérateur et provoque des révoltes, particulièrement dans le sultanat de Banten.

- Février : arrivée du Britannique Malcolm à Bouchehr pour une troisième mission auprès du shah de Perse à Téhéran ; il est accompagné de militaires[2].
- Juillet : incursion des Wahhabites, guidés par les Ruwala, dans la province du Hauran, en Syrie[3]. Ils sont refoulés en Arabie par le pacha de Damas, aidé par le pacha d'Acre et l'émir du Liban Bachir[4].
- 10 juillet, guerre russo-persane : l’armée russe s’empare de la forteresse de Soukhoumi, ce qui permet la conquête de l’Abkhazie, placée sous la protection de la Russie en octobre[5].

- 1er septembre, guerre russo-persane : victoire russe à la bataille d'Akhalkalaki, en Géorgie[6].

- 22 novembre : Jan Willem Janssens est nommé gouverneur des Indes orientales néerlandaises[1]. Il arrive à Batavia le 15 mai 1811[7].

- Début du règne de Umar, khan de Kokand (fin en 1822)[8].
- Kamehameha Ier le Grand devient seul roi de Hawaii et installe sa dynastie[9].

### Afrique
- 19 février : traité britannico-portugais. La traite négrière est autorisée à Ouidah (Dahomey)[10].

- 8 juillet : prise de l'île Bonaparte. début de l'occupation britannique de La Réunion (fin le 6 avril 1815)[11].

- 20 - 27 août : victoire navale française sur les Britanniques à la bataille de Grand Port (aujourd'hui île Maurice)[12].

- 7 septembre : ambassade du roi d’Ardres (Porto-Novo, Dahomey) à Bahia au Brésil pour négocier l'exclusivité du commerce négrier. Quatre émissaires du roi d'Agomé (Abomey) arrivent à leur tour le 30 janvier 1811 pour les mêmes raisons[10].

- 3 décembre : capitulation de l'île de France ; la France perd l'île Maurice au bénéfice du Royaume-Uni[13].

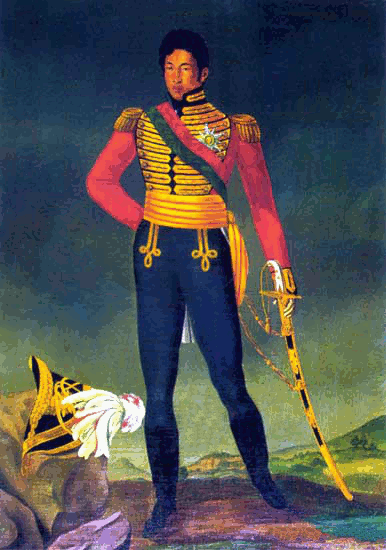
Radama Ier, roi de Madagascar. À sa mort, Nampoina, par la force ou par la ruse, a étendu la puissance de l’Imerina sur le plateau central de l’île, du nord de Tananarive au sud de Fianarantsoa. Au début de son règne, Radama Ier consolide son autorité sur le territoire conquis par son père. Bien qu’ouvert aux influences européennes, il refoule une tentative de conquête britannique de son royaume, l'Imerina. À partir de 1817, profitant de la concurrence franco-britannique, il réussit à unifier l’île pour la première fois après avoir conquis pratiquement toute la côte Est et écrasé les royaumes Sakalaves de la côte ouest.

- Début du règne de Radama Ier, roi de Madagascar (fin en 1818)[14].

- Au Macina (Mali), les musulmans sont persécutés par les animistes qui dirigent le pays. Ils se regroupent pour résister, et choisissent comme chef du parti musulman un marabout peul, Sékou Amadou qui constitue une armée puissante et bien organisée. Ils battent les forces combinées du roi Diallo du Macina, Hamadi Dikko, et du roi Bamana de Ségou, Da Monzon Diarra à la bataille de Noukouma et fondent un état islamique, l'Empire du Macina (Dina)[15] (ou en 1818).

- Usman dan Fodio abandonne le pouvoir à son fils Mohammed Bello et à son frère Abdoullahi pour se consacrer à la vie religieuse. Mohammed Bello, établi à Sokoto, étend l’empire à tout le nord du Nigeria actuel jusqu’au Niger et au Bénoué ainsi que le nord Cameroun (fin en 1837). Abdoullahi s’établit à Gando (ou Gwandu, dans le Kebbi) pour diriger les provinces occidentales[16]. Érudit, Mohammed Bello tend à la renaissance de l’islam et à l’émergence d’un pouvoir digne de la pureté originelle selon la foi et à la paix sociale par la justice, la consultation populaire et le rejet de la violence.
- Modibbo Adama ravage et conquiert le Fombina au nom d’Usman dan Fodio (1810-1847)[17].

### Amérique
- 27 janvier - 5 février : les Britanniques s’emparent de la Guadeloupe[18] (fin en 1816).

- 19 février, Brésil : traité de paix et traité de commerce négociés par le comte de Linhares avec le Royaume-Uni, qui obtient des tarifs préférentiels[19]. Le Brésil devient économiquement dépendant du Royaume-Uni.

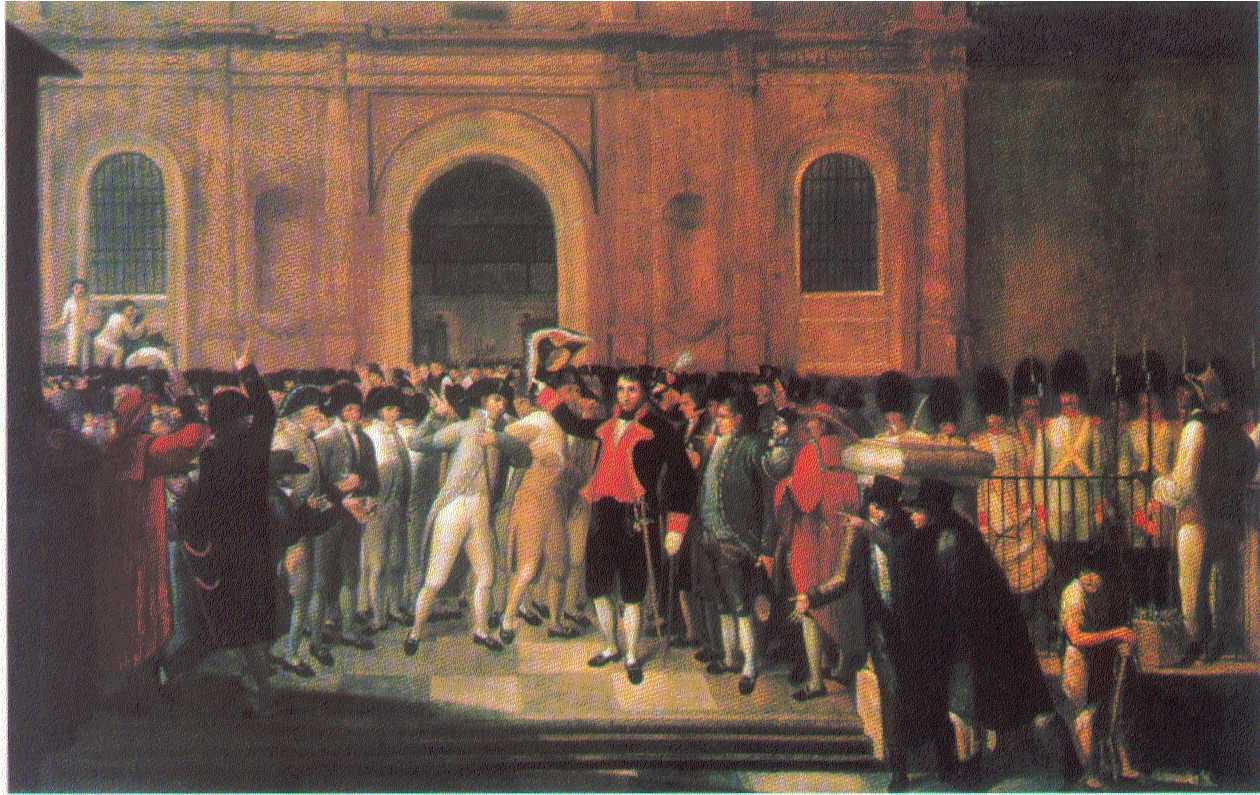
Révolution du 19 avril 1810 au Venezuela.

- 19 avril, Caracas : révolution du 19 avril 1810. Déposition du capitaine général Emparán qui est remplacé par une junte qui déclare vouloir garantir les droits de Ferdinand VII d'Espagne[20]. Début de la guerre d'indépendance du Venezuela. Barcelona (27 avril), Cumaná (30 avril), l'île de Margarita (4 mai), Barinas (5 mai), Guayana (11 mai) se rallient à l’appel à l’indépendance de Caracas en établissant des juntes territoriales[21].

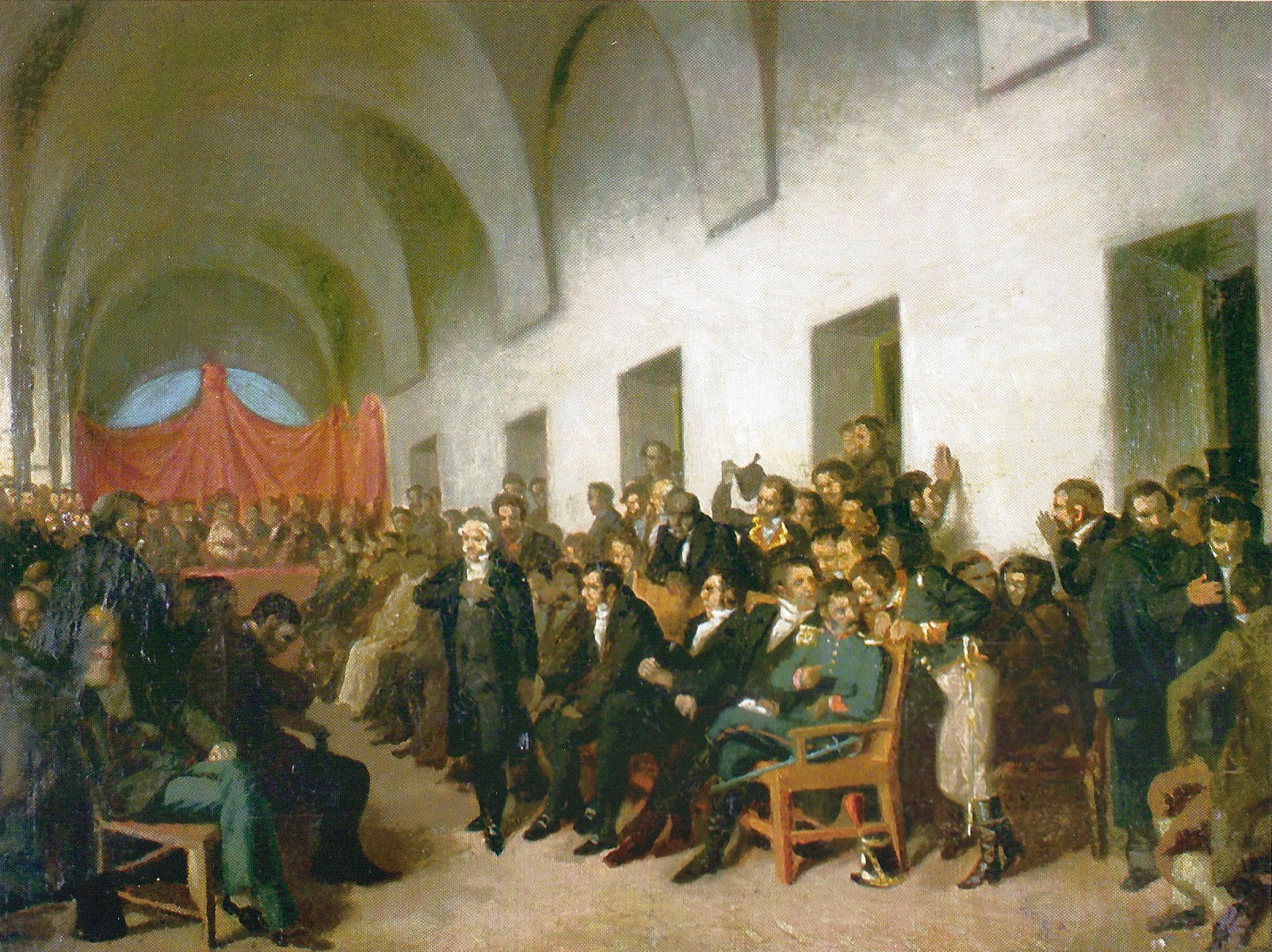
Le Cabildo ouvert du 22 mai 1810, prémices de la révolution de Mai à Buenos Aires. Tableau de Juan Manuel Blanes.

- 25 mai : début de la révolution de Mai qui mène à l’indépendance de l’Argentine. Le vice-roi de la Plata est déposé par une junte militaire imposée par les partisans de l’indépendance[22]. Une guerre oppose pendant cinq ans loyalistes et patriotes.

- 20 juillet : affaire du Vase de Llorente. Début de la guerre d'indépendance de la Colombie[23].

- 16 septembre, Mexique : révolte pour l’indépendance menée par le prêtre de Dolores, Miguel Hidalgo y Costilla en Nouvelle-Espagne (fin en 1811). Au cri de « Vive la vierge de Guadalupe », les insurgés métis et indiens menacent l’ordre établi[24]. Des créoles et des Espagnols sont massacrés à Guanajuato et à Valladolid.
- 18 septembre, Santiago : l’indépendance du Chili est proclamée[25].
- 23 septembre, Bâton-Rouge : fondation de la république de Floride occidentale[26], dissoute le 27 octobre.
- 28 septembre, Mexique : prise de l'Alhóndiga de Granaditas[27].

- 6 - 9 octobre : défaite des insurgés mexicains à la bataille de Puerto de Carroza[28].
- 27 octobre : James Madison décrète l’annexion de la partie ouest de l’État de Floride, où les colons se rebellent contre l’autorité de l’Espagne[29].
- 30 octobre : bataille de Monte de las Cruces, indécise, entre les insurgés mexicains et les royalistes[27].

- 4 novembre : victoire des insurgés mexicains à la bataille de Zacoalco[30].
- 7 novembre :
  - Victoire des troupes loyalistes sur les insurgés mexicains à la bataille d'Aculco[31].
  - Victoire décisive des insurgés des Provinces-Unies du Río de la Plata sur les loyalistes à la bataille de Suipacha[32].
- 11 novembre : prise de Guadalajara par les insurgés mexicains[33].
- 26 novembre : victoire des troupes loyalistes sur les insurgés mexicains à la bataille de Guanajuato[27].

- 6 décembre : Miguel Hidalgo proclame l'abolition de l'esclavage au Mexique[34].
- 18 décembre : victoire des insurgés mexicains à la bataille de Real del Rosario[35].

### Europe
- 6 janvier : traité de Paris. La Suède obtient la Poméranie suédoise et Rügen en échange de son entrée dans le blocus continental[36].
- 13 janvier (1er janvier du calendrier julien) : création du conseil d’État remplaçant le Conseil permanent en Russie[37] (application très partielle des propositions de Speranski, qui en devient le secrétaire). Il est composé de 35 dignitaires nommés, qui examinent les projets de loi, sanctionnés ensuite par le tsar. Alexandre Balachov devient membre du conseil d’Empire (1810-1834). Il obtient le ministère de la Police en juillet. La direction des Affaires militaires du conseil d’État est confiée à Michel Barclay de Tolly, ministre de la Guerre (30 janvier)[38].

- 6 février : échec du projet de mariage de Napoléon avec la grande-duchesse Anne[39]. Dégradation des relations franco-russes.
- 17 février : les États pontificaux sont réunis par sénatus-consulte organique à l’Empire français[40].

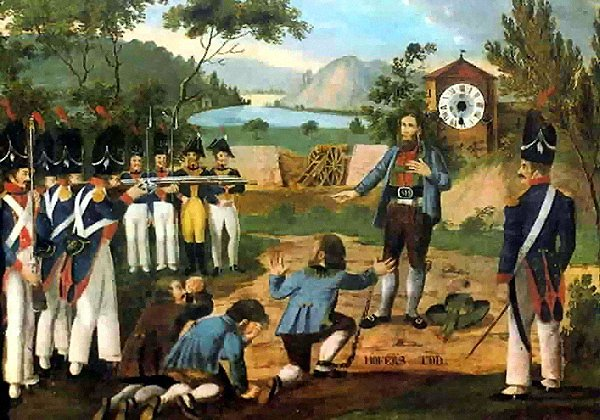
20 février : exécution d'Andreas Hofer.

- 20 février : Andreas Hofer, chef de la révolte tyrolienne est jugé et fusillé par un conseil de guerre français à Mantoue[41].
- Février : Murat charge Manhès de pacifier les Abruzzes et la Calabre[42] où règne des révoltes paysannes endémiques entretenues depuis 1806 par les Bourbon de Naples, réfugiés en Sicile sous la protection de la flotte britannique[43].

- 2 avril : mariage de Napoléon Bonaparte avec Marie-Louise d'Autriche, fille de l'empereur François Ier d'Autriche[39].
- 7 avril : émeutes à Londres lors de la tentative d’arrestation du leader radical Francis Burdett.

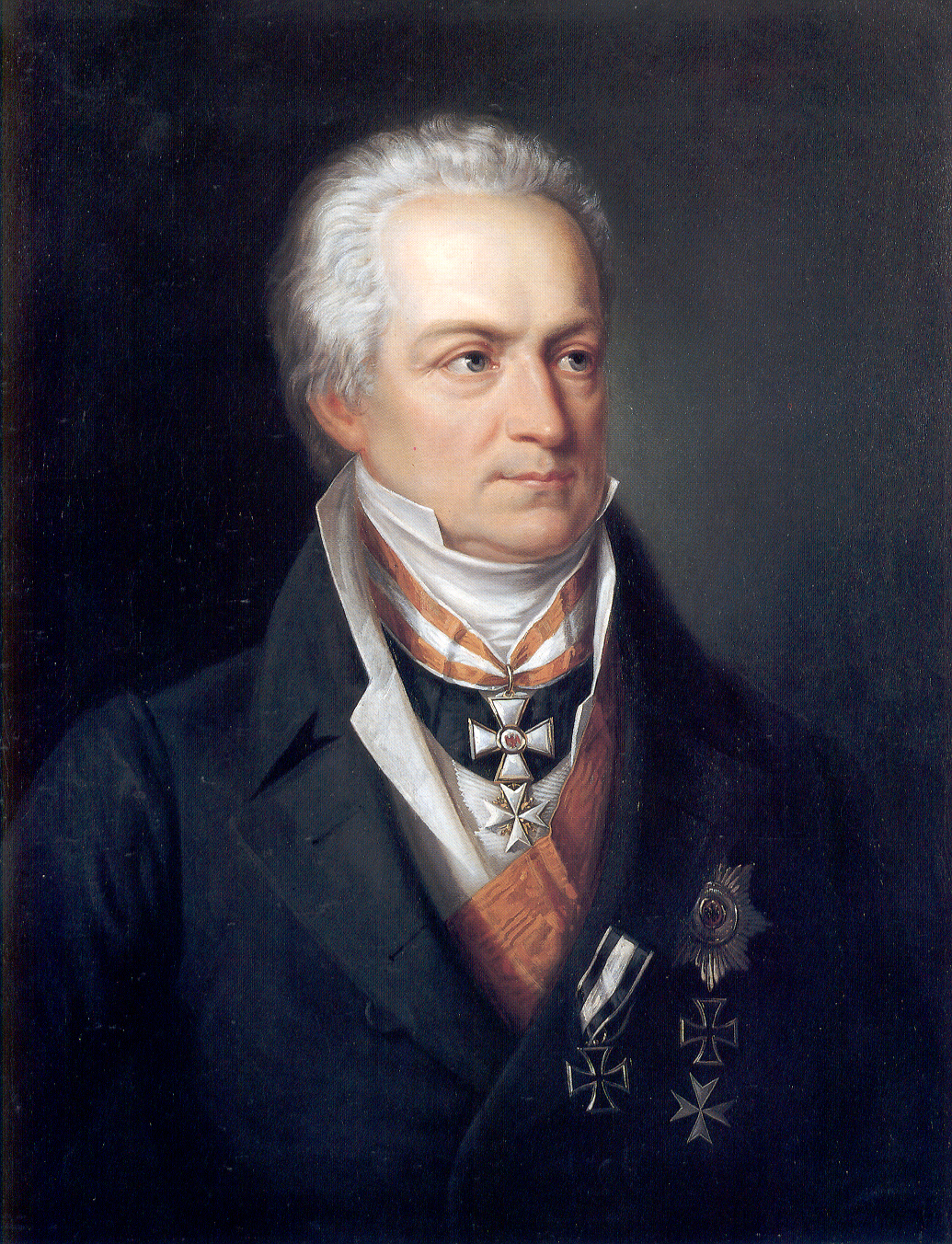
Hardenberg entreprend de vastes réformes : système uniforme de taxation, abolition des restrictions en matière de commerce intérieur, amélioration de la condition des paysans et égalité aux Juifs. Sa tentative d’établir une assemblée représentative consultative rencontre l’opposition de l’aristocratie.

- 6 juin : Karl August von Hardenberg (1750-1822) est nommé chancelier de Prusse (1810-1817)[44].
- Juin : Napoléon obtient le renvoi de Gerhard von Scharnhorst (1755-1813), ministre de la Guerre en Prusse[45].

- 3 juillet : Napoléon autorise les exportations françaises de céréales[46], fortement taxées, tout en renforçant le Blocus continental, ce qui aggrave la situation financière, réduit considérablement le volume du commerce et provoque des faillites de négociants, puis de manufacturiers au Royaume-Uni. Napoléon suspend l’application du régime du blocus en faveur des Américains, tandis que les Britanniques maintiennent intégralement leur système, malgré les demandes américaines, ce qui provoque un ralentissement des échanges dès l’été, puis une tension diplomatique entre le Royaume-Uni et les États-Unis (guerre en 1812).
- 9 juillet : annexion du Royaume de Hollande par Napoléon Bonaparte[47] à la suite de l’abdication que Napoléon impose à son frère Louis Bonaparte, qui s’était montré indocile. Les Pays-Bas sont divisés en huit départements. Charles-François Lebrun est nommé gouverneur général.

- 19 août : fondation du Lycée impérial de Tsarskoïe Selo en Russie[48].
- 21 août : loi de succession en Suède. Charles Jean-Baptiste Bernadotte est choisi par le Riksdag pour succéder à Charles XIII de Suède[49].

- 6 septembre, Balkans : victoire des insurgés serbes de Karageorges sur les Ottomans près de Varvarin, après la prise de Kladovo et de Crna Reka avec l'aide de troupes russes. Ils remportent un nouveau succès à Tičar, près de Loznica le 6 octobre[50]. Après avoir échoué à obtenir une protection militaire et diplomatique de la France, Karageorges se tourne de nouveau vers la Russie qui lui envoie des troupes[51].
- 7 septembre (26 août du calendrier julien) : victoire russe à la bataille de Batin dans la huitième guerre russo-turque[52].
- 11 septembre, guerre russo-turque : le général Kamenski prend Silistrie puis Giurgiu et Roustchouk (27 septembre) et Nicopolis (27 octobre) mais est tenu en échec devant Choumla, qui commande l’accès aux Balkans[53].

- 16 octobre : conscription dans les Provinces illyriennes : 18 000 hommes pour 1,5 million d’habitants[54].

- 13 décembre : sénatus-consulte décrétant l’annexion à l’Empire français de la côte nord de l’Allemagne : Hambourg, Brême, Lübeck et le duché d’Oldenbourg[55].
- 31 décembre (19 décembre du calendrier julien) : oukase instaurant un nouveau tarif douanier en Russie. Alexandre Ier rompt le blocus continental. Il fait rouvrir les ports au commerce des neutres transportant des marchandises britanniques et interdit l’accès aux produits français importés par voie terrestre[56].
- Décembre : George III du Royaume-Uni étant affligé d'une maladie mentale, le prince de Galles et futur George IV assure la régence[57].

- Réforme de la faculté de droit en Autriche[58].
- Fondation du conservatoire de Prague[59].

#### Péninsule ibérique
- 20 janvier : l'armée du Midi (Soult) attaque la Sierra Morena. Prise de Grenade (28 janvier), de Séville (30 janvier) et de Malaga (5 février)[60].
- 21 janvier : défaite française à la bataille de Mollet, en Catalogne[61].

- 5 février : les troupes françaises assiègent en vain la garnison anglo-espagnole de Cadix (fin le 25 août 1812)[60].
- 8 février : la Catalogne devient un gouvernement militaire indépendant par décret impérial[62].
- 20 février : victoire française à la bataille de Vich[63].

- 21 mars : Junot fait le siège d'Astorga, qui capitule le 22 avril[64].

- 25 avril : siège de Ciudad Rodrigo, qui capitule le 10 juillet[64].

- 13 mai : prise de Lérida par le général Suchet[63].

- 24 juillet : bataille de la Côa ; début de la troisième invasion napoléonienne au Portugal[65].
- 25 juillet-27 août : siège et prise d'Almeida au Portugal par les Français[65].

- 10 - 13 septembre : Setembrizada (pt) au Portugal[66]. Dans la nuit, le gouvernement de la Régence opère une rafle de 48 personnalité suspectées d’adhérer aux idées libérales. Les libéraux s’exilent aux Açores ou à Londres, d’où ils répandent de nombreux écrits pour se justifier.
- 24 septembre : la résistance ne se maintient plus qu’à Cadix où les Cortes se réunissent pour rédiger une constitution. La junte centrale de Cadix se transforme en conseil de régence[67].

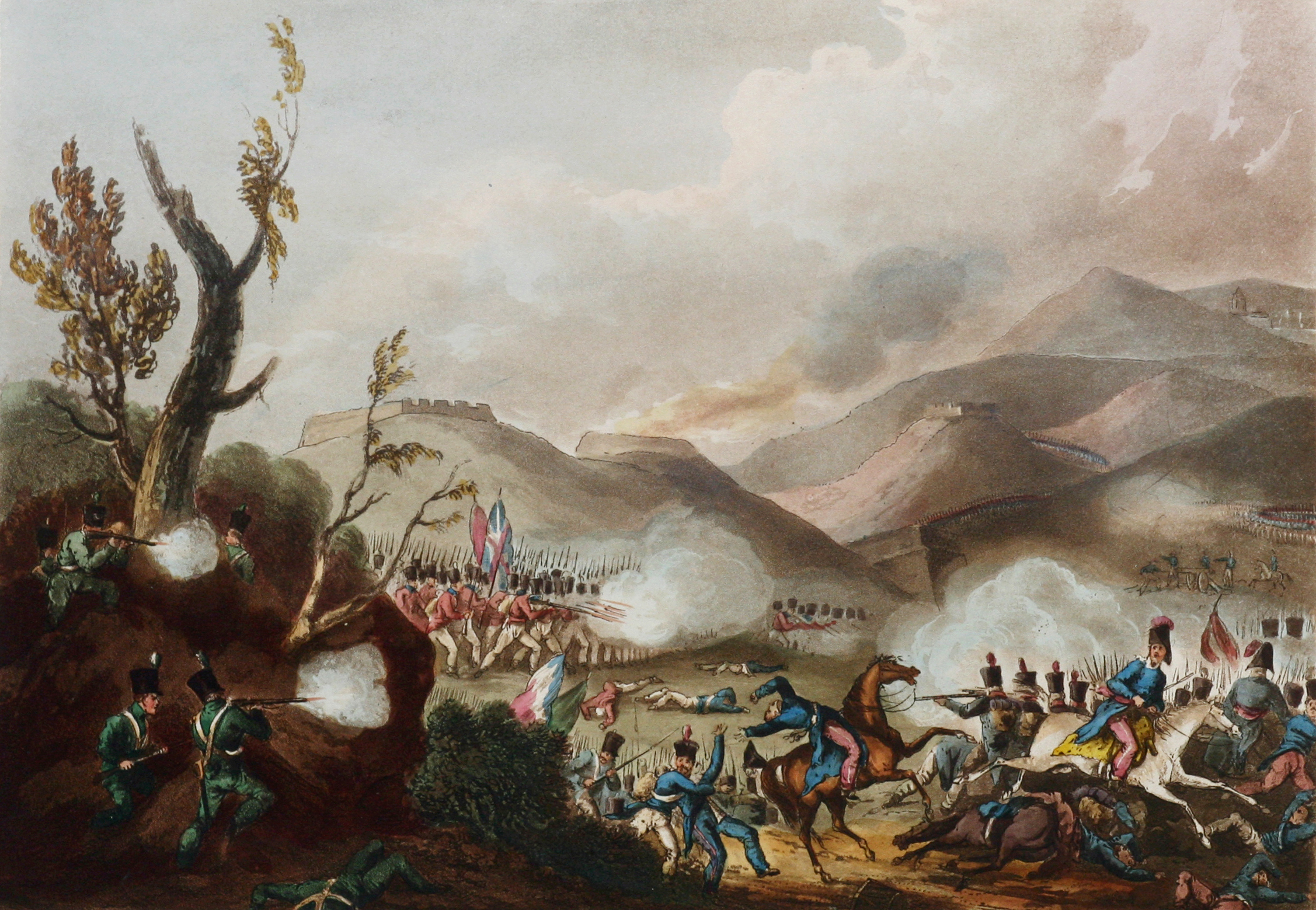
27 septembre : bataille de Buçaco.

- 27 septembre : arrêt de l’offensive de Masséna à la bataille de Buçaco. Repli de Wellington, qui est bloqué à Lisbonne derrière les lignes de Torres Vedras[47].

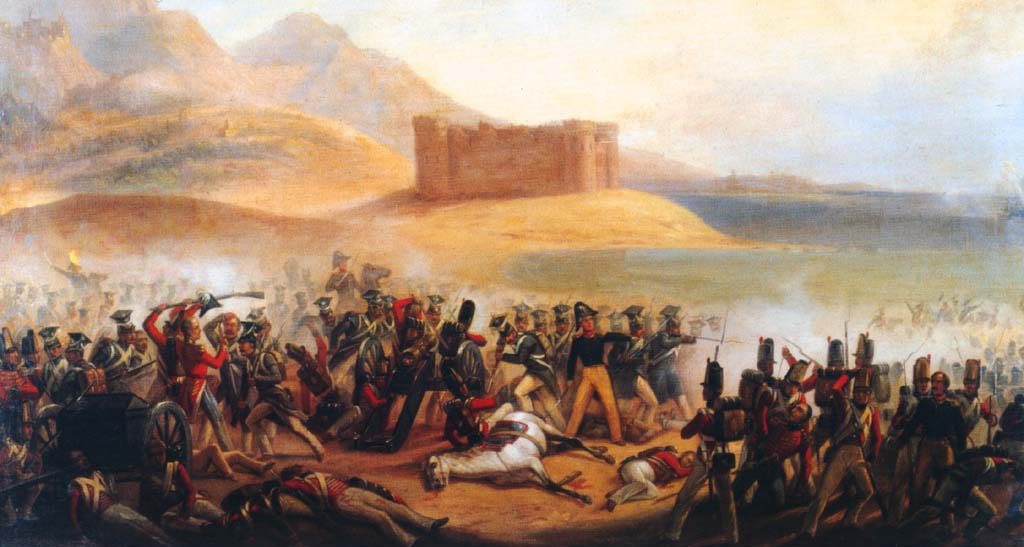
15 octobre : bataille de Fuengirola.

- 15 octobre : victoire des franco-polonais sur les Britanniques à la bataille de Fuengirola près de Malaga[68].

## Naissances en 1810
- 2 janvier : Alfred Jacob Miller, peintre américain († 26 juin 1874).
- 3 janvier :
  - Antoine d'Abbadie d'Arrast, savant et voyageur français († 19 mars 1897).
  - John Orlando Parry, acteur, pianiste, artiste, comédien et chanteur anglais († 20 février 1879).
- 4 janvier : Jules Noël, peintre paysagiste et de marines français († 26 mars 1881).
- 5 janvier : Auguste Mermet, compositeur français († 4 juillet 1889).
- 17 janvier : Léon Morel-Fatio, peintre de la marine et homme politique français († 2 mars 1871).
- 29 janvier : Ernst Kummer, mathématicien allemand († 14 mai 1893).

- 1er février : Camille Rogier, peintre et illustrateur français († 18 mars 1896).
- 2 février : Amaranthe Roulliet, peintre de paysages et lithographe français († 15 août 1888).
- 8 février :
  - Norbert Burgmüller, compositeur et pianiste allemand († 7 mai 1836).
  - Alphonse-Louis Constant, dit Éliphas Lévi, occultiste français († 31 mai 1875).
- 11 février : Loïsa Puget, compositrice française († 24 octobre 1889).
- 16 février : Antoine Rivoulon, peintre d'histoire français († 23 mars 1864).
- 23 février : Matías Cousiño, chef d'entreprise et homme politique chilien († 21 mars 1863).
- 26 février : Georg Bottmann, peintre allemand († 18 septembre 1891).

- 1er mars : Frédéric Chopin, compositeur polonais († 17 octobre 1849).
- 2 mars : Vincenzo Gioacchino Raffaele Luigi Pecci, futur pape Léon XIII († 20 juillet 1903).
- 6 mars : Paul-Émile de Puydt, botaniste, économiste et écrivain belge († 28 mai 1888) ou († 20 mai 1891).
- 7 mars : Vincent Courdouan, peintre français († 8 décembre 1893).
- 15 mars : Jakob Becker, peintre, graveur et lithographe allemand († 22 décembre 1872).
- 23 mars : Alfred de Dreux, peintre français († 5 mars 1860).

- 8 avril : Hégésippe Moreau, écrivain, poète et journaliste français († 20 décembre 1838).
- 10 avril : Ferdinand Charles François de Pape, peintre belge († 28 novembre 1885).
- 12 avril : Heinrich von Rustige, peintre allemand († 15 janvier 1900).
- 13 avril :
  - Félicien David, compositeur français († 29 août 1876).
  - Jules Quantin, peintre français († 6 février 1884).
- 20 avril : Ferdinand David, violoniste virtuose et compositeur allemand († 19 juillet 1873).

- 2 mai : Hans Christian Lumbye, compositeur danois († 20 mars 1874).
- 4 mai : Rudolf Jordan, peintre allemand († 20 mars 1887).
- 9 mai : Alexandre Mauvernay, peintre verrier français († 22 juin 1898).
- 10 mai : Louis Gallait, peintre, aquarelliste, graveur belge († 20 novembre 1887).
- 11 mai : Grigori Gagarine, prince russe, officier, diplomate, mécène, peintre et Oberhofmeister à la Cour de Sa Majesté Impériale († 30 janvier 1893).
- 15 mai : Orla Lehmann, homme politique danois († 13 septembre 1870).
- 17 mai : Jacques Guiaud, peintre français († 24 avril 1876).
- 18 mai : Johann Peter Hasenclever, peintre allemand († 16 décembre 1853).
- 28 mai : Alexandre Calame, peintre suisse († 17 mars 1864).
- 31 mai : Horatio Seymour, homme politique américain († 12 février 1886).

- 3 juin : Robert Mallet, ingénieur et géologue irlandais († 5 novembre 1881).
- 8 juin : Robert Schumann, compositeur allemand († 29 juillet 1856).
- 9 juin : Otto Nicolai, compositeur allemand († 11 mai 1849).

- 5 juillet : Phineas Taylor Barnum, organisateur de spectacles et imprésario américain († 7 avril 1891).
- 11 juillet : Louis-Eugène Simonis, sculpteur belge († 11 juillet 1882).
- 15 juillet : Aristide Boucicaut, inventeur du concept de « grand magasin », propriétaire du Bon Marché français († 26 décembre 1877).
- 17 juillet : Martin Farquhar Tupper, écrivain et poète anglais († 1889).
- 24 juillet : Bernhard von Bismarck, Kammerherr prussien, membre du Landrat, conseiller secret du gouvernement et propriétaire du domaine de Külz à Jarchlin en Poméranie († 7 mai 1893).

- 14 août : Samuel Sebastian Wesley, organiste et compositeur anglais († 19 avril 1876).
- 18 août : Pierre-Nicolas Brisset, peintre français († 29 mars 1890).
- 28 août : Constant Troyon, peintre français († 21 février 1865).
- 29 août : Juan Bautista Alberdi, théoricien politique et diplomate espagnol puis argentin († 19 juin 1884).
- 31 août : František Doucha, traducteur et essayiste tchèque († 3 novembre 1884).

- 1er septembre : Charles-Henri Émile Blanchard, peintre français († 30 avril 1890).
- 13 septembre : Auguste Bouquet, peintre, lithographe, graveur et caricaturiste français († 21 décembre 1846).
- 19 septembre : Pierre-Victorien Lottin, archéologue et peintre orientaliste français († 23 février 1903).
- 20 septembre : Nissage Saget, militaire et homme politique haïtien († 7 avril 1880).

- 19 octobre : Jules Malou, homme politique belge († 11 juillet 1886).
- 24 octobre : Carl Baermann, clarinettiste et compositeur allemand († 23 mai 1885).
- 27 octobre : Emmanuel de Fonscolombe, compositeur français († 21 mars 1875).

- 15 novembre : Léopoldine Blahetka, pianiste et compositrice autrichienne († 12 janvier 1887).
- 24 novembre : Adolph Wegelin, peintre allemand († 18 janvier 1881).
- 30 novembre : Oliver Winchester, homme politique, homme d'affaires et ingénieur américain († 11 décembre 1880).

- 7 décembre : Francesco Ferrara, économiste italien († 1900).
- 9 décembre : Alexandre Louis Patry, peintre de genre et portraitiste français († 16 novembre 1879).
- 11 décembre : Alfred de Musset, poète et dramaturge français († 2 mai 1857).
- 23 décembre : Karl Richard Lepsius, égyptologue allemand († 10 juillet 1884).

- Date inconnue :
- Aleksandar Eksarh, homme politique et journaliste bulgare († 27 septembre 1891).

## Décès en 1810
- 2 mars : Claude Gaspard Blancheville, colonel d'empire français (° 2 juillet 1766).
- 10 mars : Henry Cavendish, physicien et chimiste britannique (° 10 octobre 1731).
- 14 mars : Rémy Hippolyte Bidault, homme politique français (° 15 janvier 1747).

- 18 avril : Antoine-Denis Chaudet, sculpteur et peintre français (° 3 mars 1763).

- 21 mai : Charles de Beaumont, chevalier d'Éon, à Londres (1728-1810), agent secret de Louis XV, qui doit sa célébrité au doute qu’il entretint sur son sexe (° 5 octobre 1728).
- 29 mai : Aemilian Rosengart, théologien, philosophe, musicien et compositeur allemand (° 29 mars 1757).

- 21 juin : Giovanni Battista Caprara, cardinal italien, archevêque de Milan (° 29 mai 1733).
- 28 juin : Joseph-Michel Montgolfier, inventeur français (° 26 août 1740).

- 19 juillet : Louise de Mecklembourg-Strelitz, reine de Prusse. Morte d'une infection pulmonaire (° 10 mars 1776).

- 13 septembre : William Cushing, juge américain (° 1er mars 1732).
- 15 septembre : Alessandro d'Anna, peintre italien (° 1746).

- 24 octobre : Léon Marguerite Le Clerc de Juigné, militaire et parlementaire français (°3 janvier 1733).

- 11 novembre : Johan Joseph Zoffany, peintre allemand (°13 mars 1773).

- 5 décembre : Jean-Baptiste Treilhard, juriste et homme politique français pendant la période de la Révolution, député aux États généraux de 1789, président de l'Assemblée constituante, puis de la Convention nationale (° 2 ou 3 janvier 1742).
- 6 décembre : John Francis Rigaud, peintre britannique (°18 mai 1742).
- 10 décembre : Johann Christian Daniel von Schreber, botaniste, mycologue et zoologiste allemand (°17 janvier 1739).
- 15 décembre : Sarah Trimmer, écrivain et critique de littérature enfantine britannique (°6 janvier 1741).

- Giuseppe Troni, peintre de la cour portugaise d'origine italienne (° 1739).